# Fernsehen in Japan
Das Fernsehen in Japan begann 1939 mit ersten Testsendungen. Unterbrochen vom Zweiten Weltkrieg startete 1953 der öffentlich-rechtliche Sender NHK mit dem ersten regulären Programm. Bereits ein halbes Jahr später folgte der Privatsender Nihon TV.

## Geschichte
Der erste Fernseher in Japan wurde 1926 von Kenjirō Takayanagi, einem Professor an einem Vorgängerinstitut der Universität Shizuoka, konstruiert. Er fand heraus, wie man mit der Braunschen Kathodenstrahlröhre elektrische Bilder empfängt. Dieser erste japanische Fernseher ist heute in einer Gedenkhalle der Fabrik Yokosuka des Elektronikherstellers Victor ausgestellt, den Takayanagi gegründet hat.
Das erste in Japan gesendete Fernsehbild zeigte das Katakana-Zeichen イ (also den Vokal „i“). Takayanagi hatte das Zeichen deswegen gewählt, weil es das erste des traditionellen Iroha-Alphabets ist.
1937 wechselte Takayanagi zur Rundfunkgesellschaft NHK, der ihn beauftragte, für die Olympischen Sommerspiele 1940, die in Tokio stattfinden sollten, ein funktionierendes Fernsehsystem zu entwickeln. 1939 kam es zu ersten Testsendungen, aber die Entwicklung wurde durch den ausbrechenden Zweiten Weltkrieg gestoppt.
Nach dem Krieg wurde wiederum Takayanagi herangezogen, um NHK erneut beim Aufbau eines Fernsehsystems zu helfen. Am 1. Februar 1953 begann NHK mit dem Ausstrahlen eines regulären Fernsehprogramms. Nur ein halbes Jahr später folgte der erste Privatsender Nihon TV. In den folgenden Jahren kamen die heute noch etablierten weiteren Sender dazu.
Am 10. September 1960 begann man in Japan mit der Ausstrahlung von Farbfernsehen.
Am 1. Dezember 2003 startete das terrestrische Digitalfernsehen.
Das analoge Fernsehen wurde per Gesetz zum 24. Juli 2011 abgeschaltet, ausgenommen der vom Tōhoku-Erdbeben 2011 am stärksten betroffenen Präfekturen Iwate, Miyagi und Fukushima, für die sie auf den 31. März 2012 verschoben wurde.

## Rundfunkgebühren
Für NHK muss jeder Haushalt eine monatliche Rundfunkgebühr bezahlen. Die juristische Grundlage dafür bildet Artikel 64 des Rundfunkgesetzes. Dieser verpflichtet jeden Haushalt, der NHK-Programme über installierte Geräte empfangen kann, Gebühren zu bezahlen. Aktuell beträgt die Höhe der Jahresgebühr 14.910 Yen für Haushalte ohne Satellit und 25.520 Yen für Haushalte mit Satellit. Ab Oktober 2012 wird die Gebühr auf 14.160 bzw. 24.650 Yen reduziert. Außerdem werden dann neue Rabatt-Regeln gelten, bspw. für Familienhaushalte. Die Gebühren gelten für ganz Japan mit Ausnahme der Präfektur Okinawa. Dort werden andere Rundfunkgebühren festgesetzt. Der Empfang der Privatsender ist sowohl terrestrisch als auch via Satellit kostenlos.

## Terrestrisches Fernsehen
Es gibt eine Vielzahl unabhängiger terrestrischer Sender, die jedoch bis auf die öffentlich-rechtliche Rundfunkgesellschaft NHK jeweils auf eine bestimmte Präfektur limitiert sind. Sie erhalten das Gros ihres Programms von landesweiten Dachsendern, ähnlich wie in den USA.
Im Großraum Tokio wurden folgende Programme von der Sendeanlage im Tokyo Tower aus im UKW- und UHF-Frequenzband ausgestrahlt, inzwischen erfolgt dies nur noch digital vom Tokyo Skytree mit Ausnahme des Offenen Universitätsfernsehens und einiger FM-Radiostationen:
| Analog-VHF                      | Analog-VHF       | Analog-VHF | Analog-VHF            | Analog-VHF           | Analog-VHF           |
| Dachsender (Sender in Tokio)    | Kanal (in Tokio) | Kürzel     | Nachrichten- netzwerk | Programm- netzwerk   | Angehörige Zeitung   |
| ------------------------------- | ---------------- | ---------- | --------------------- | -------------------- | -------------------- |
| NHK Allgemein (NHK総合)         | 1                | JOAK-TV    |                       | landesweit identisch |                      |
| NHK Bildung (NHK教育)           | 3                | JOAB-TV    |                       | landesweit identisch |                      |
| Nihon TV (日本テレビ)           | 4                | JOAX-TV    | NNN                   | NNS                  | Yomiuri Shimbun      |
| TBS (TBSテレビ)                 | 6                | JORX-TV    | JNN                   | TBS Network          | Mainichi Shimbun     |
| Fuji TV (フジテレビ})           | 8                | JOCX-TV    | FNN                   | FNS                  | Sankei Shimbun       |
| TV Asahi (テレビ朝日)           | 10               | JOEX-TV    | ANN                   | TV Asahi Network     | Asahi Shimbun        |
| TV Tokyo (テレビ東京)           | 12               | JOTX-TV    | TXN                   | TXN                  | Nihon Keizai Shimbun |
| Analog-UHF                      |                  |            |                       |                      |                      |
| Dachsender (Sender in Tokio)    | Kanal (in Tokio) | Kürzel     | Nachrichten- netzwerk | Programm- netzwerk   | Angehörige Zeitung   |
| Tokyo MX                        | 14               | JOMX-TV    |                       | Lokalsender          |                      |
| University of Air TV (放送大学) | 16               | JOUD-TV    |                       | Lokalsender          |                      |
| Digital-UHF                     |                  |            |                       |                      |                      |
| Dachsender (Sender in Tokio)    | Kanal (in Tokio) | Kürzel     | Nachrichten- netzwerk | Programm- netzwerk   | Angehörige Zeitung   |
| NHK Allgemein (NHK総合)         | 27               | JOAK-DTV   |                       | landesweit identisch |                      |
| NHK Bildung (NHK教育)           | 26               | JOAB-DTV   |                       | landesweit identisch |                      |
| Nihon TV (日本テレビ)           | 25               | JOAX-DTV   | NNN                   | NNS                  | Yomiuri Shimbun      |
| TV Asahi (テレビ朝日)           | 24               | JOEX-DTV   | ANN                   | TV Asahi Network     | Asahi Shimbun        |
| TBS (TBSテレビ)                 | 22               | JORX-DTV   | JNN                   | TBS Network          | Mainichi Shimbun     |
| TV Tokyo (テレビ東京)           | 23               | JOTX-DTV   | TXN                   | TXN                  | Nihon Keizai Shimbun |
| Fuji TV (フジテレビ)            | 21               | JOCX-DTV   | FNN                   | FNS                  | Sankei Shimbun       |
| Tokyo MX                        | 20               | JOMX-DTV   |                       | Lokalsender          |                      |
| University of Air TV (放送大学) | 28               | JOUD-DTV   |                       | Lokalsender          |                      |

Für den Empfang der hochauflösenden Digitalsender wird wie üblich ein HDTV-tauglicher Empfänger benötigt.

## Satellitenfernsehen
Die sechs landesweiten Sendeanstalten Japans unterhalten zusätzlich zu ihrem terrestrischen Hauptprogramm noch weitere Satellitenangebote.
Dies sind zum einen die über die BSAT-Plattform verbreiteten und frei empfangbaren BS-Sender, die meist nur sehr wenig Ähnlichkeit zum Hauptprogramm aufweisen:
| Dachsender | BS Kanal                      | Auflösung       |
| ---------- | ----------------------------- | --------------- |
| NHK        | NHK BS1                       | HDTV 1920×1080i |
|            | NHK BS Premium (BSプレミアム) | HDTV 1920×1080i |
| Nihon TV   | BS Nitele (BS日テレ)          | HDTV 1920×1080i |
| TV Asahi   | BS Asahi (BS朝日)             | HDTV 1920×1080i |
| TBS        | BS-i                          | HDTV 1440×1080i |
| TV Tokyo   | BS Japan (BSジャパン)         | HDTV 1920×1080i |
| Fuji TV    | BS Fuji (BSフジ)              | HDTV 1440×1080i |

Zusätzlich dazu unterhalten einige Privatsender noch weitere Spartenkanäle, welche über die bereits bestehenden Pay-TV-Plattformen SkyPerfecTV (110), I-HITS und JC-HITS vermarktet werden:
| Dachsender | Spartenkanal     |
| ---------- | ---------------- |
| Nihon TV   | NTV G+           |
|            | NTV News         |
| TV Asahi   | TV Asahi Channel |
| TBS        | TBS Channel      |
| Fuji TV    | Fuji TV 721      |
|            | Fuji TV 739      |
|            | Fuji TV Dinos    |

## Pay-TV
Für den Satellitendirektempfang stehen in Japan zwei Pay-TV-Sender zur Verfügung, zum einen WOWOW, der über die BSAT-Plattform auf 110° Ost angeboten wird, und zum anderen SkyPerfecTV, der sein Hauptprogramm auf 124/128° O ausstrahlt und zusätzlich ein kleineres Angebot über den N-Sat-110-Satelliten, der mit den BSAT-Satelliten kopositioniert ist, anbietet.
Der Anbieter WOWOW bietet drei Sender, nämlich WOWOW 1, WOWOW 2 und WOWOW 3, auf denen viele beliebte Eigenproduktionen und Filme ausgestrahlt werden. Sofern der Programmblock in HDTV vorliegt, werden alle drei Sender gleichgeschaltet, um die nötige Bandbreite für die höhere Bildqualität anzubieten.
SkyPerfecTV hingegen bietet keine Eigenproduktionen an, sondern ist nur Programmplatzanbieter für andere Sender, z. B. die Spartenkanäle der o. g. Privaten oder japanische Formate amerikanischer Sender, wie FOX Japan.

## Programm auf den terrestrischen Sendern
Das Programm besteht vor allem zur Golden Time praktisch völlig aus Dorama oder Variety-Shows, daneben vor 20 Uhr auch aus japanischen Zeichentrickserien.
Ausländische Fernsehserien fehlen im japanischen Fernsehen fast völlig, nur auf dem NHK-Bildungskanal gibt es einige US-Sitcoms. Auch Spielfilme laufen selten, die meisten mittags oder nach Mitternacht. Zur Golden Time läuft höchstens ein Spielfilm, meistens ein Actionfilm, je nach Wochentag auf einem anderen Sender. Schließlich gibt es auch keine Quizshows oder Rateshows, außer der japanischen Ausgabe von Who Wants to Be a Millionaire?.
Alle Sender senden rund um die Uhr.